# デ・ハビランド ゴースト
デ・ハビランド ゴースト
スウェーデンでライセンス生産されたゴースト、RM 2
- 分類：ターボジェットエンジン
- 設計者：Frank Halford
- 製造者：デ・ハビランド
- 運用者：イギリス空軍

デ・ハビランド ゴースト（de Havilland Ghost、当初の名称はHalford H-2）は、デ・ハビランド社の2番目のターボジェットエンジンであり、民間航空（英国海外航空）で使用された最初のジェットエンジンである。デ・ハビランド ゴブリンの拡大版であり、最初のジェット旅客機であるデ・ハビランド コメットの他、デ・ハビランド ベノム、サーブ 29 トゥンナンなどに搭載された。

## 設計と開発
デ・ハビランドは、後にコメットとして実現する「500mph (800km/h) で大西洋横断可能」なジェット旅客機計画」の研究を1943年に開始したが、これがゴーストの誕生に繋がっている。フランク・ハルフォード（Frank Halford）が設計した最初のジェットエンジンである H-1 （後のデ・ハビランド ゴブリン）の生産は開始されたばかりであったが、ハルフォードはコメットに必要な出力を、H-1 の単純なスケールアップで実現した。H-2は、H-1が小型の燃焼器を16個持っていたのに対し、より大型の燃焼器10個とし、それぞれの燃焼室により多くの空気を送り込めるように「分割型空気取入口」を採用した。プロトタイプが作製されている最中に、デ・ハビランドはハルフォードの会社を買収し、デ・ハビランド発動機（de Havilland Engine Company）が設立されたため、H-1およびH-2は、それぞれゴブリン、ゴーストの名称が与えられた。
ゴーストは1944年には地上試験が開始され、1945年には飛行試験が実施された。これはコメットやデ・ハビランド ベノムの機体の完成にずっと先立っていた。この時点までに、ゴーストはスウェーデンのJxR戦闘機プロジェクト（後のサーブ 29 トゥンナン）での採用が決定していた。トゥンナンの設計中、スウェーデンはスイス経由でドイツの後退翼のデータを入手し、トゥンナンにも後退翼が採用された。トゥンナンの初飛行は1948年であった。量産用トゥンナンには、Svenska Flygmotor（後のボルボ・エアロ）がライセンス生産したRM2が搭載された。
ゴーストの次の採用例は、1949年7月27日に初飛行したコメットであった。このプロトタイプ機は推力 5,000 lbf（22 kN）のゴースト 50 を搭載していたが、より強力なエンジンが開発中であったため、これは過渡的な処置であった。強力なロールス・ロイス エイヴォンを搭載した機体は、コメット 2 となる予定であったが、エンジンの開発は遅れていた。このため、ゴースト搭載のコメット 1 が量産されることとなった。ゴーストの推力不足を補うため、薄い外材を使用することによって軽量化が図られた。これが、後に金属疲労による連続事故の一因となった。コメット用としては複数のバージョンのゴーストが使用されたが、最後のゴースト 50-Mk.4は、金属疲労問題を解決した新しい胴体を持った、コメット 1XBに搭載されている。
イギリス空軍は、デ・ハビランド バンパイアの搭載量を増加する改良を依頼したが、それには大きなエンジンが必要とされた。この性能向上型はデ・ハビランド ベノム（当初はバンパイア FB.8）として知られているが、バンパイアとの共通点は多かった。ゴーストを搭載したベノムの初飛行は1949年9月2日であった。この時点までに、推力4,850 lbf（21.6 kN）を出すMk.103 が完成していた。ベノムは主に戦闘爆撃機として使用されたが、夜間戦闘機としても使用された。イギリス海軍艦隊航空隊も要撃機としてベノムを採用し、シーベノムという名称で広く使用された。

## バリエーション
- ゴースト 45[2]：推力4,400 lbf (19.7 kN)
- ゴースト 48：推力4,850 lbf (21.6 kN)
- ゴースト 50 Mk 1：推力5,000 lbf (22.2 kN)
- ゴースト 50 Mk 2：推力5,125 lbf (22.8 kN)
- ゴースト 103：推力4,850 lbf (21.6 kN)
- ゴースト 104：推力4,950 lbf (22.0 kN)
- ゴースト 105：推力5,150 lbf (22.9 kN)

## 採用機種
- デ・ハビランド コメット
- デ・ハビランド ベノム
- de Havilland Sea Venom
- ゴースト ランカストリアン
- サーブ 29 トゥンナン

## 仕様（Ghost 50）
一般的特性
- 形式: ターボジェット
- 全長: 121 in
- 直径: 53 in
- 乾燥重量: 2,218 lb

構成要素
- 圧縮機: 1段遠心圧縮式
- 燃焼器: 10個
- タービン: 1段
- 使用燃料: ケロシン

性能
- 推力: 5,000 lbf（10,250 rpm）
- 全圧縮比（英語版）: 4.6
- 燃料消費率: 1.02 lb/hr/lbf
- 出力重量比:

## 参考資料

### 出版物
- Gunston, Bill. World Encyclopedia of Aero Engines. Cambridge, England. Patrick Stephens Limited, 1989. ISBN 1-85260-163-9
- Smith, Geoffrey G.Gas Turbines and Jet Propulsion for Aircraft, London S.E.1, Flight Publishing Co.Ltd., 1946.